# Flachbahn
Mit Flachbahn werden ebene Eisenbahnstrecken bezeichnet, deren Verlauf sich nur in geringem Maße den örtlichen Begebenheiten und der Topografie anpasst und deshalb kein großes Gefälle aufweist und, sofern es sich um eine Hochgeschwindigkeitsstrecke handelt, auch keine engen Kurvenradien. Dies ermöglicht das Befahren dieser Strecken für alle möglichen Zugarten. Bei schweren Güterzügen erübrigt sich die Verwendung von zusätzlichen Lokomotiven zur Bewältigung von Steigungen. Eine internationale Definition der zulässigen Längsneigung einer Flachbahn besteht nicht, so verzichtet beispielsweise die EN Norm für die Trassierung von Eisenbahnstrecken explizit auf die Angabe von Grenzwerten für die Längsneigung.
Der Bau von Flachbahnen ist teuer und aufwendig, müssen doch zahlreiche Kunstbauten wie Brücken, Tunnel, Einschnitte oder Dämme errichtet werden, um eine möglichst geradlinige und ausgeglichene Linienführung zu gewährleisten. Die Eisenbahn-Bau- und Betriebsordnung legt für Deutschland eine maximale Längsneigung von 12,5 ‰ für neu erstellte Hauptgleise fest. Das Modell der Flachbahn für gemischten Personen- und Güterverkehr ist wegen der hohen Erstellungskosten und der (als Folge großer Geschwindigkeitsunterschiede) relativ schlechten Kapazitätsnutzung umstritten. Da Personenzüge aufgrund der Vorgaben der Technischen Spezifikationen für die Interoperabilität, Teilsystem Infrastruktur, Längsneigungen bis 35 ‰ bewältigen müssen, können sie aus der flachen Trassierung einer Strecke kaum Nutzen ziehen.
In der Schweiz wird der Begriff Flachbahn häufig im Zusammenhang mit dem Bau der Basistunnel durch den Gotthard und den Lötschberg genannt. Die AlpTransit Gotthard AG hatte für den Bau des Gotthard-Basistunnels eine maximale Längsneigung von 12,5 ‰ einzuhalten. Solche Vorgaben konnten jedoch nur für die im Rahmen der Neuen Eisenbahn-Alpentransversale erstellten Neubaustrecken gemacht werden. Da bei der Fahrt durch die Schweiz auch ältere Abschnitte befahren werden, erfüllt beispielsweise die Lötschberg-Simplon-Achse als Gesamtes das oben erwähnte Definitionskriterium nicht. Auf der Gotthardachse ist der Scheitelpunkt der alten Gotthardlinie auf 1150 m ü. M., jener des Basistunnels ist 600 Meter tiefer auf nur 549 m ü. M. gelegen, was lediglich der Meereshöhe der im Mittelland gelegenen Bundesstadt Bern entspricht. Um das Prinzip der Flachbahn zwischen Basel und Chiasso jedoch konsequent umzusetzen, muss nach der Eröffnung des Ceneri-Basistunnels auf Ende 2020 noch der Südanschluss Lugano-Chiasso ausgebaut werden; ein noch ausstehendes milliardenteures Großprojekt, was die Problematik der Umsetzung einer Flachbahn im alpinen Raum verdeutlicht.
Auch die Transitachsen durch den Mont-Cenis-Basistunnel (Lyon-Turin) und den Brennerbasistunnel werden als Flachbahnen gebaut. Im letzteren Fall wird dieses Ziel jedoch wie beim Gotthard erst mit dem Bau einer neuen Südzufahrt vollständig erreicht.